# Codeur LPC
Le codeur en LfPC (Langue française Parlée Complétée) est un professionnel de la surdité, il intervient auprès des personnes qui en sont atteintes.

## Missions
Son rôle est de transmettre tous les messages oraux en langue française à l’aide de la LfPC, notamment en accompagnant l’élève sourd dans ses apprentissages. Le codeur est membre de l’équipe spécialisée (orthophoniste, professeur spécialisé…), il assure le lien avec l’équipe d’accueil (enseignant, directeur d’établissement, médecin scolaire…).
Dans toutes les situations le codeur doit contrôler la vitesse de transmission des messages en tenant compte du ou des interlocuteurs et de son cadre de transmission. Il contrôle le niveau de réception du message par son interlocuteur en faisant passer le test TERMO (Test d’Évaluation de la Réception du Message Oral par l'enfant sourd). Le codeur accompagne l’enfant dans ses apprentissages linguistiques, dans ses apprentissages scolaires. C’est une aide humaine à l’inclusion scolaire de l’élève sourd dans le groupe / la classe, mais aussi à la socialisation (aide à l’attention portée aux autres, respect du tour de parole, aide à la prise de parole, accompagnement dans les activités extra scolaire…). Quand le codeur intervient auprès de l’enfant, il doit toujours garder à l’esprit que cette démarche est faite pour mener l’enfant vers l’autonomie. Le codeur transmet tous les enseignements en langue française (et en langues vivantes) aux jeunes sourds inclus, mais également parfois en milieu spécialisé.
Ce professionnel de la surdité intervient également auprès d'adultes sourds, dans toutes les situations de communication le nécessitant : études supérieures, formations continues, réunions professionnelles, conférences, sorties culturelles, évènements privés, etc.

## Dans la loi
- La profession de codeur en LfPC est reconnu par la loi pour l’égalité des droits et des chances, la participation et la citoyenneté des personnes handicapées[1].
- Le titre de Codeur en LfPC est inscrit dans la Convention collective nationale des établissements et services pour personnes inadaptées et handicapées[2].
- Il existe une licence professionnelle préparant au métier de codeur, c’est un diplôme national de niveau Bac + 3. Son objectif est de permettre aux futurs codeurs de maîtriser le code LPC et de devenir des professionnels de la surdité. Cette formation est présente à l'INSHEA de Suresnes et à l’Université de Lyon[3].

« On a estimé en 2005, une demande de 1 000 codeurs sur l’ensemble de la France, alors que seulement 60 étudiants sont formés chaque année » (Université Pierre-et-Marie-Curie, 2008).